# Jun Mi-čin
Jun Mi-čin (hangulem 윤미진, anglickým přepisem: Yun Mi-jin; * 30. dubna 1983 Tedžon) je jihokorejská lukostřelkyně.
V roce 2000 na olympijských hrách v Sydney vybojovala zlatou medaili jak v individuálním závodě, tak v soutěži družstev. O čtyři roky později na hrách v Athénách vybojovala v individuálním závodě 5. místo a pomohla obhájit zlato v týmové soutěži. Na mistrovství světa vybojovala 1 zlato v individuálních a 2 v týmových závodech. Na Asijských hrách vybojovala individuální bronz a dvě zlata v týmových soutěžích.